# Renault Trucks

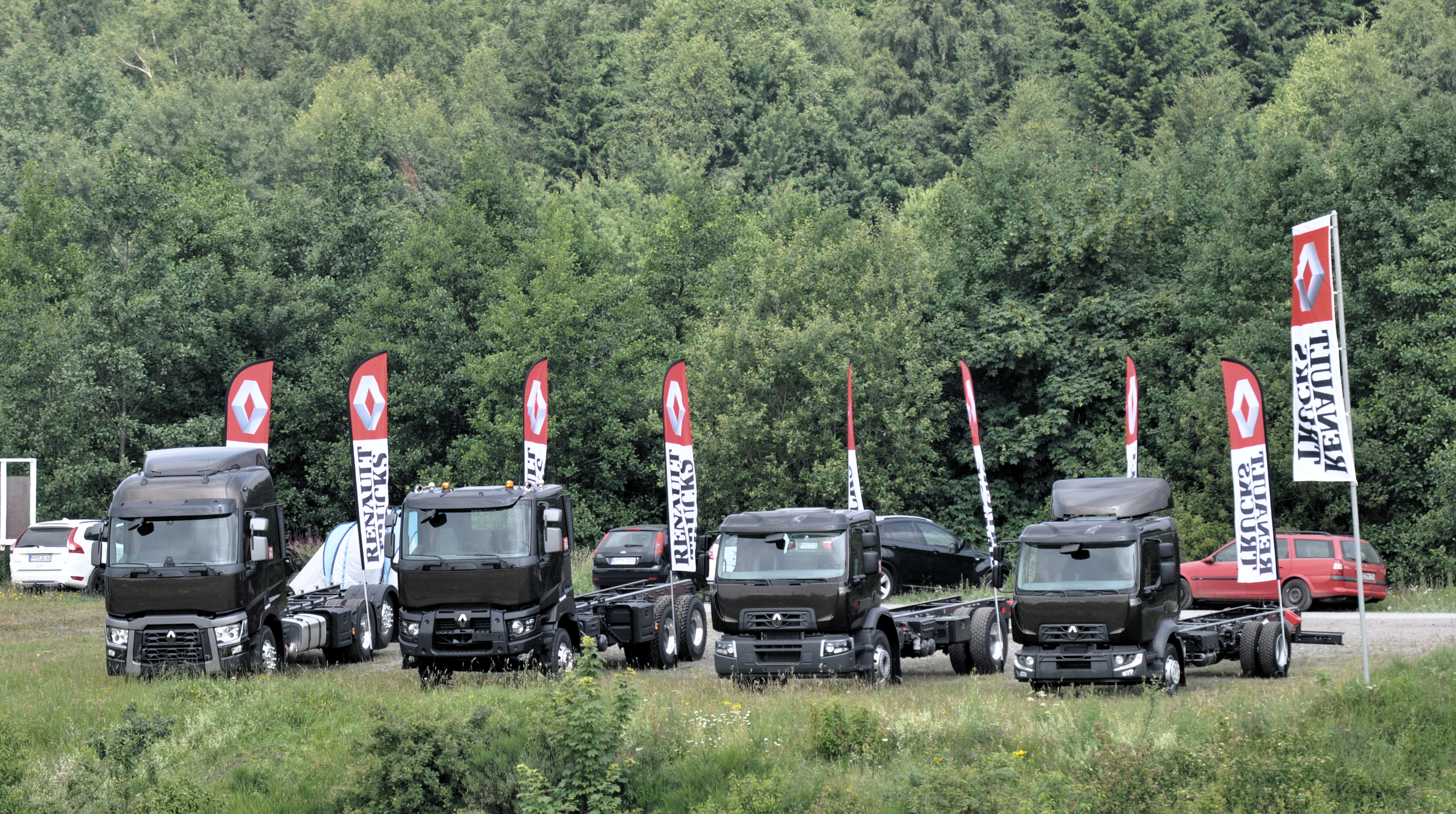
Veicoli Renault Trucks, da sinistra a destra: C, K, D wide e D

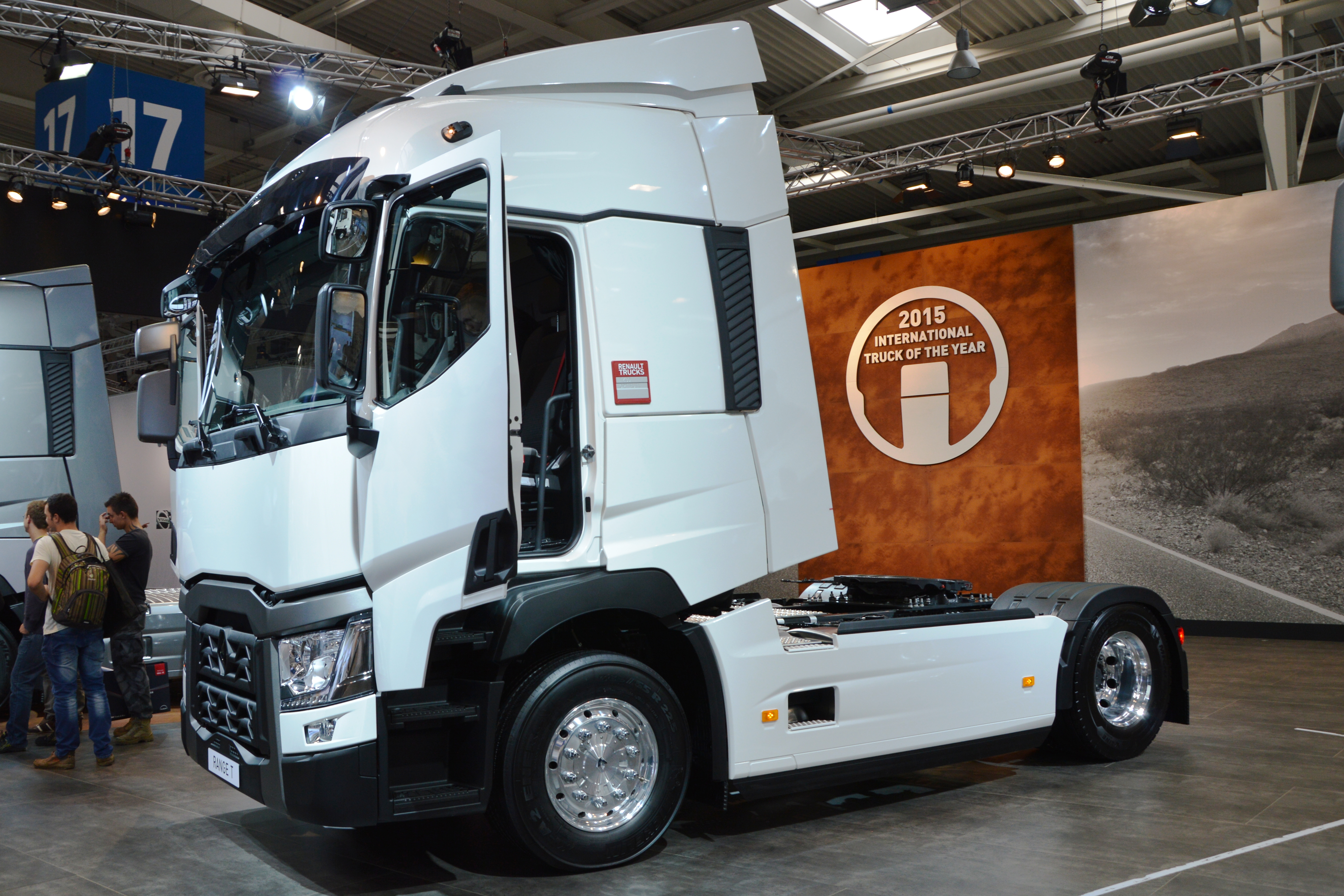
Un Renault Trucks T, Camion Internazionale dell'Anno 2015

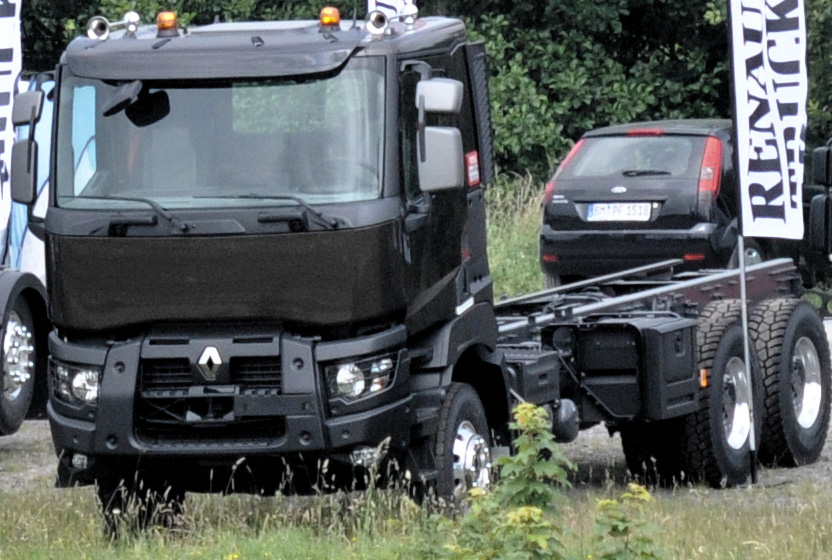
Un Renault Trucks K

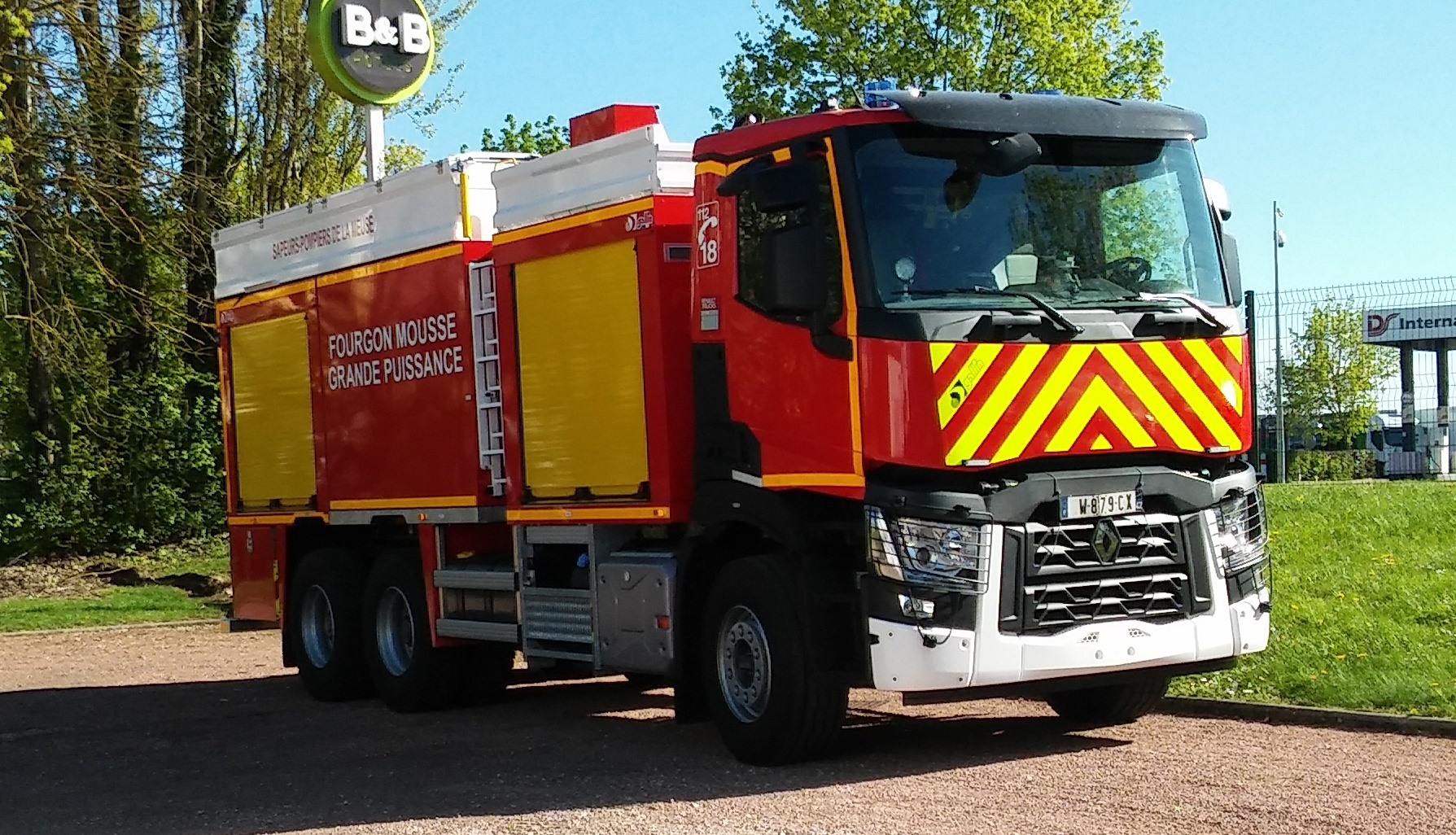
Un Renault Trucks C dei vigili del fuoco

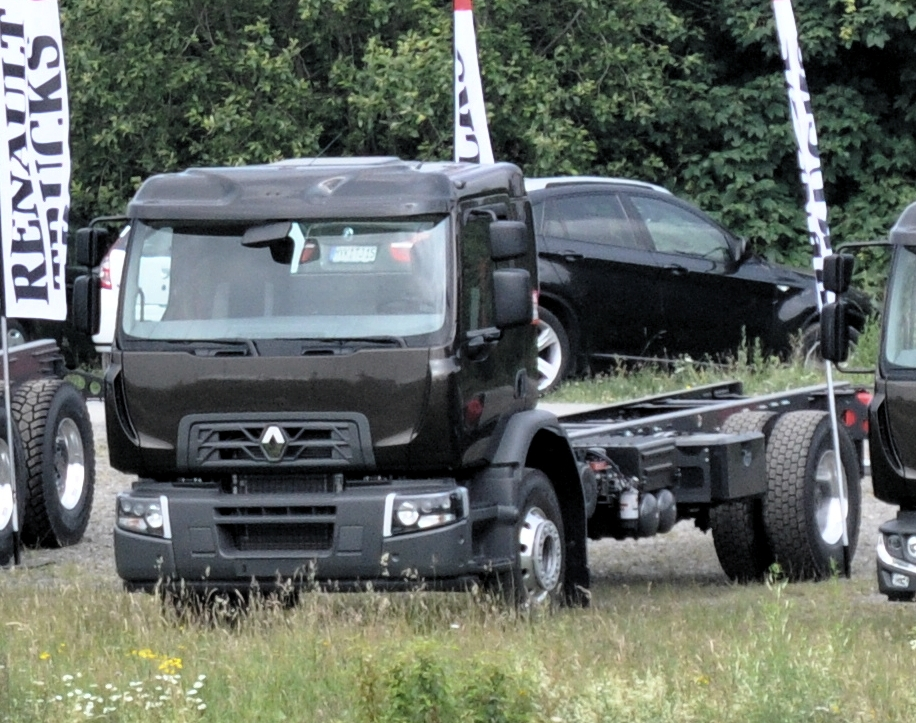
Un Renault Trucks D wide

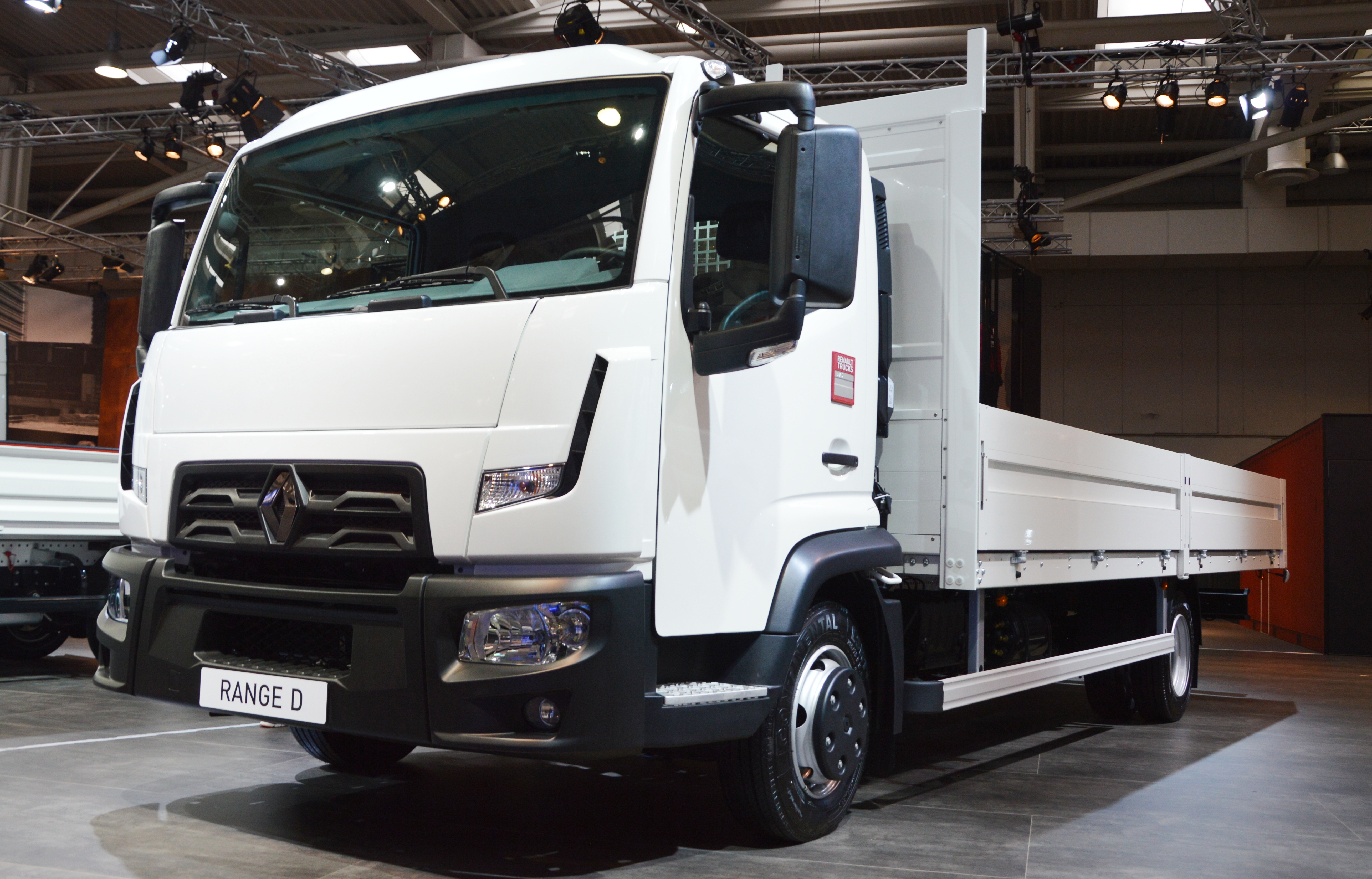
Un Renault Trucks D

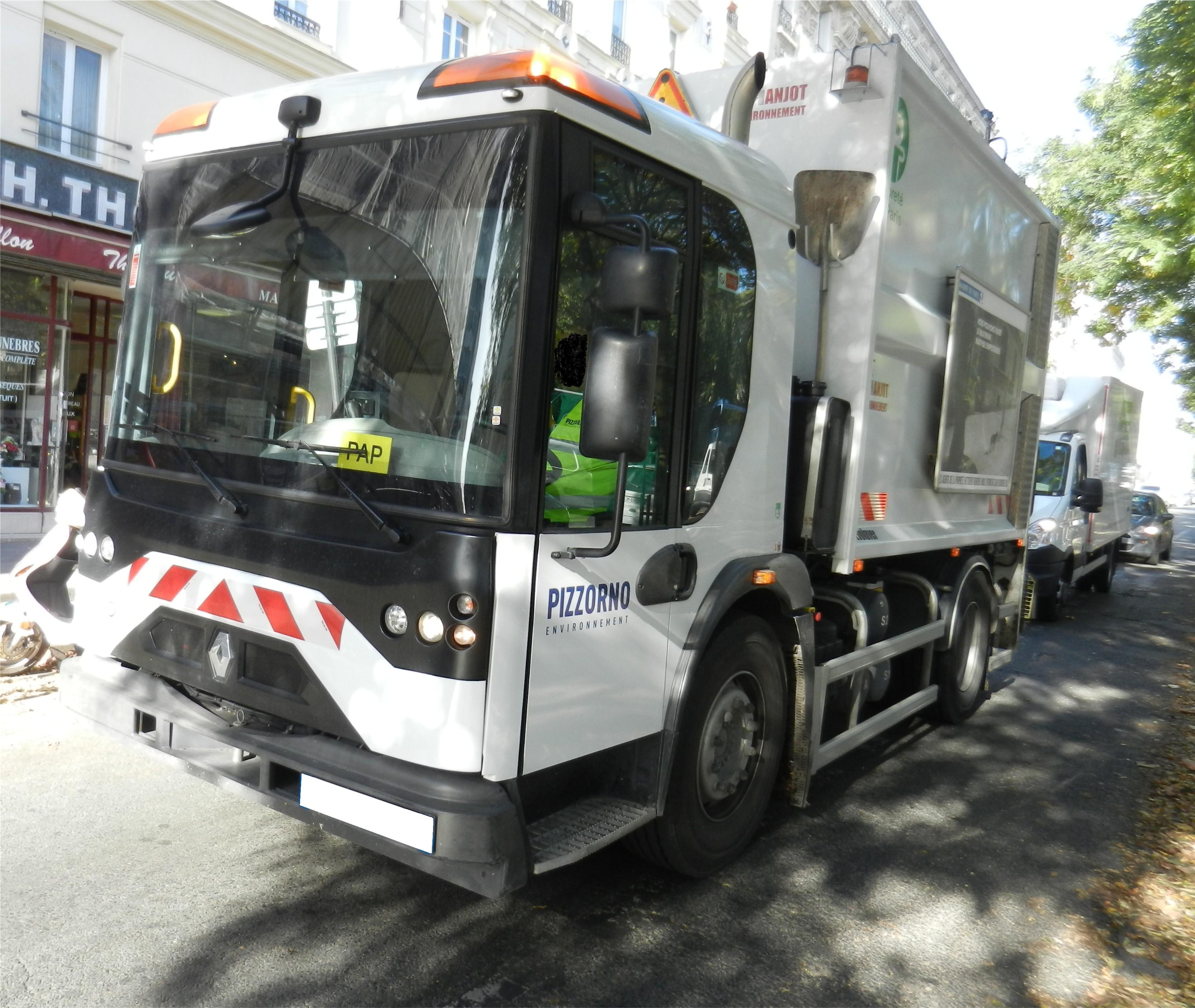
Un Renault Trucks D access

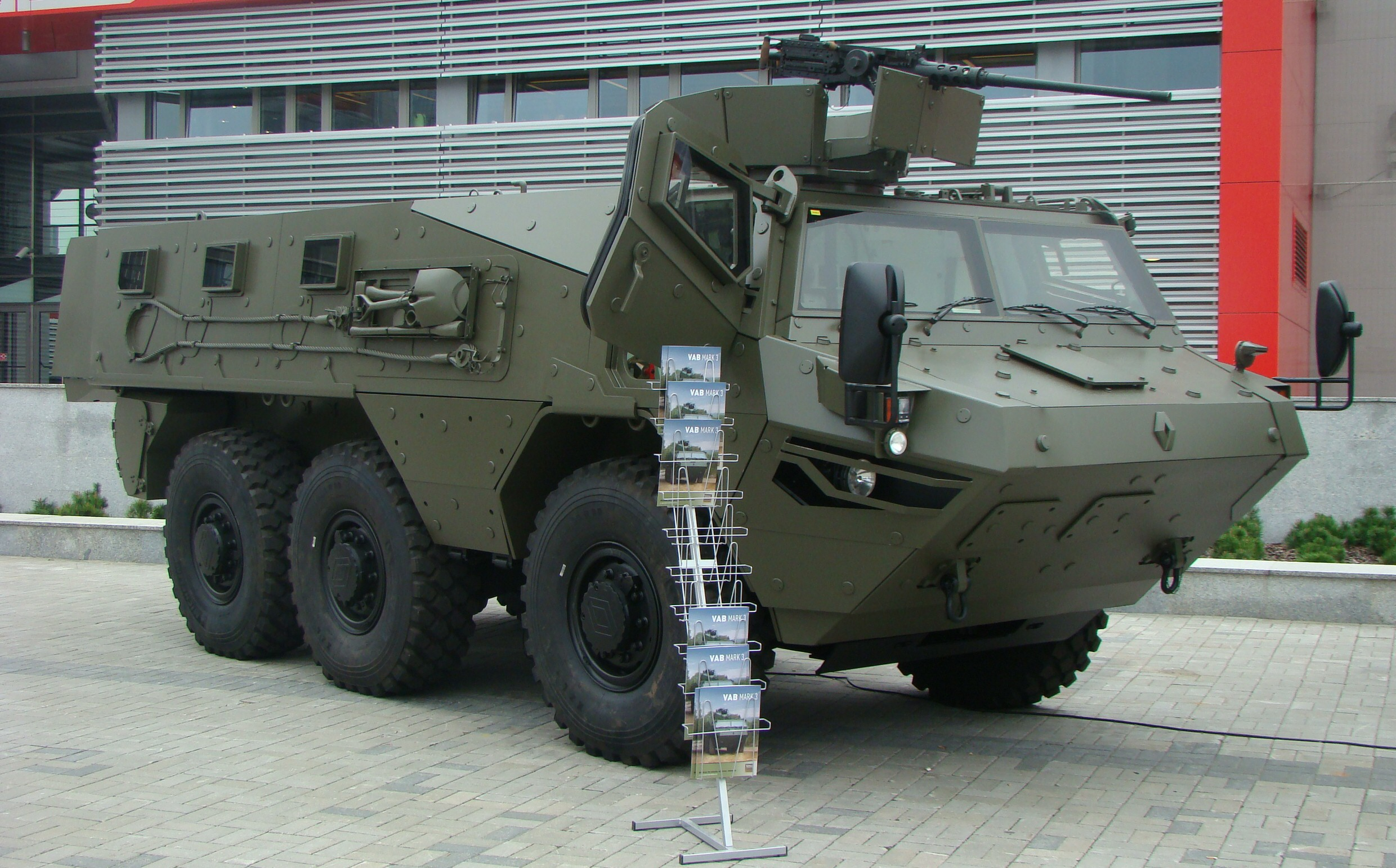
Un Renault VAB mark 3, l'ultima evoluzione del VAB

La Renault Trucks SASU – RT – è un'azienda francese che sviluppa, produce e vende veicoli industriali e commerciali (autocarri e furgoni). Essa fa parte del gruppo svedese AB Volvo, dal momento della sua vendita da parte di Renault, avvenuta il 2 gennaio 2001. L'azienda fu fondata nel 1978 dalla fusione di Berliet e Saviem col nome Renault Véhicules Industriels, nome mantenuto fino al 2002; essa produceva anche autobus attraverso la propria filiale Renault Bus (fino al 1999), poi attraverso la società Irisbus (creata pariteticamente con l'Iveco) fino al 2001, quando la partecipazione in quest'ultima è ceduta all'Iveco. Renault Trucks è la seconda azienda del Volvo Group in termini di dimensione; il Volvo Group comprende anche: Volvo Trucks (e Volvo Buses), Volvo Penta, UD Trucks (e UD Buses), Terex Trucks, Prevost Car, Nova Bus e Mack Trucks (e Mack Defense).

## Cronologia
- 1894: Marius Berliet fonda la Berliet a Vénissieux (vicino a Lione).[1]
- 1898: Marcel e Fernand Renault fondano la Renault a Boulogne-Billancourt.
- 1895: Georges Latil fonda la Latil.
- 1900: fondazione della Mack Brothers Company ad Allentown (Pennsylvania).
- 1903: fondazione della Société des usines Chausson ad Asnières-sur-Seine (che entrerà nella Saviem).
- 1903: Renault produce la sua prima «camionnette»:
- 1906: Renault produce il suo primo autobus.
- 1907: Berliet produce il suo primo camion "type L".
- 1910: Berliet produce il camion "type M".
- 1913: Berliet produce il camion "CBA"; utilizzato anche dall'Armée française, durante la prima guerra mondiale, in particolare lungo la Voie Sacrée, in occasione della battaglia di Verdun.
- 1914: fondazione della SOMUA.
- 1916: inizio della costruzione dello stabilimento di Vénissieux.
- 1917: ingresso in servizio del carro armato leggero Renault FT, prodotto da Renault e da altre aziende tra il 1917 e il 1919 in più di 3 700 esemplari.
- 1931-1932: ingresso in servizio dell'autobus Renault TN4/6 a Parigi, dove resterà in servizio fino al 1971.[2]
- 1950: inizio della produzione del camion Berliet GLR, che sarà prodotto anche in altre versioni (GLC, GLM, GBH, GBO) fino al 1977 e che sarà eletto nel 1994 "camion del secolo".
- 1952: la Laffly, fondata nel 1859, entra a far parte della Berliet.
- 1954: immatricolazione al registro delle imprese dell'azienda, che poi diventerà "Renault Trucks" (RT).[3]
- 1955: il 23 dicembre nasce la "Saviem LRS", dalla fusione di Latil, di SOMUA e della divisione veicoli pesanti di Renault; Saviem è inizialmente l'acronimo di Société Anonyme de Véhicules Industriels et d'Entreprises Mécaniques e poi di Société Anonyme de Véhicules Industriels et Équipements Mécaniques; tra il 1955 e il 1980 i camion Renault portano il marchio Saviem insieme al logo a «losanga» di Renault.
- 1956: inizio della costruzione dello stabilimento di Blainville-sur-Orne.
- 1957: la SACA entra a far parte della Saviem.
- 1957: la Chausson entra a far parte della Saviem.
- 1957: la Berliet produce quattro esemplari del camion T100 per l'esplorazione petrolifera del Sahara, da più di 100 tonnellate di massa a pieno carico, il T100 era il camion più grande del mondo dell'epoca.
- 1957: introduzione del Renault Galion.
- 1959: la Rochet-Schneider, fondata nel 1894, entra a far parte della Berliet.
- 1959-1960: due "missioni Berliet Ténéré-Tchad" attraverso il deserto del Ténéré da Djanet (Algeria) a Fort-Lamy (Ciad) con i camion GBC 8TK Gazelle.
- 1965: la Richard-Continental, fondata nel 1939, entra a far parte della Saviem.
- 1967: la divisione veicoli pesanti di Citroën ("Citroën Poids Lourds"), fondata nel 1967, entra a far parte della Berliet.
- 1962: creazione del Centro Studi e Ricerche a Lione.
- 1964: inizio della costruzione dello stabilimento di Bourg-en-Bresse.
- 1974: la CAMIVA entra a far parte della Berliet.
- 1975: la Sinpar, fondata nel 1904, entra a far parte della Saviem.
- 1976: il VAB, selezionato nel 1974 e realizzato dalla Saviem, entra in servizio nell'Armée de terre; i due concorrenti non selezionati furono il Panhard M4 (che rimase allo stadio di prototipo) e il Berliet VXB-170.
- 1978: nasce "Renault Véhicules Industriels" (RVI), dalla fusione di Berliet e di Saviem (appartenente alla Renault).[4]
- 1979: la Renault acquisisce il 10% della Mack Trucks.
- 1980: soppressione dei marchi Berliet e Saviem a profitto del marchio "Renault"; tutti i modelli sono inoltre rinominati:
  - Berliet GBH diventa Renault CBH,
  - Berliet TR diventa Renault gamme R,
  - Saviem J diventa Renault gamme S,
  - Saviem SM8 diventa Renault SM8,
  - Saviem Super Galion/SG4 diventa Renault Super Galion,
  - Saviem TP3 diventa Renault Super Goélette,
- 1980: la Heuliez crea a Rorthais la Heuliez Bus; questa entrà in seguito nel gruppo Renault e poi in Irisbus.
- 1982: la Renault acquista un altro 10% della Mack Trucks e nel 1983 porta la sua partecipazione al 40%.
- 1983: la RVI, a seguito del collasso dalla Chrysler Europe, rileva due stabilimenti della Dodge Europe in Spagna (Barreiros Diésel S.A.) e nel Regno Unito (Rootes Group); il Gruppo PSA rileva la Chrysler Europe.
- 1983: il Renault G260/290 è il Camion Internazionale dell'Anno 1983.
- 1988: il camion R 420 è il primo camion equipaggiato con freni a disco.
- 1989: la Renault trasferisce la sua partecipazione in Mack Trucks a RVI.
- 1990: la RVI acquisisce il 100% della Mack Trucks.
- 1990: il Renault Magnum è il primo camion con un «pavimento piatto» tra la cabina e il motore.
- 1991: Il Renault AE Magnum è il Camion Internazionale dell'Anno 1991 e il Renault FR1 GTX è l'Autobus Internazionale dell'Anno 1991.
- 1992: la "Renault Véhicules Industriels" è rinominata "Renault V.I.", anche i modelli sono rinominati:
  - Renault gamme AE diventa Renault Magnum (trasporto su lunga distanza),
  - Renault gamme B diventa Renault Messenger (furgone commerciale),
  - Renault gamme G diventa Renault Manager (distribuzione),
  - Renault gamme R diventa Renault Major (trasporto su lunga distanza),
  - Renault gamme S diventa Renault Midliner (distribuzione).
- 1994: la Renault acquisisce la ceca Karosa (fondata nel 1948), che nel 1999 entra in Irisbus.
- 1996: introduzione del Renault Premium, in tre versioni: "Route", "Distribution" e "Lander", rispettivamente per il trasporto su lunga distanza, la distribuzione e la costruzione; il Premium sostituisce il Renault Major/Gamme R e il Renault Manager/Gamme G.
- 1997: introduzione del Renault Kerax (cantiere).
- 1999: dalla divisione bus di RVI è creata la Irisbus, al 50% insieme alla Iveco.
- 2000: introduzione del Renault Midlum; esso sostituisce il Renault Midliner/Gamme S/Saviem J.
- 2000: il camion Premium 420 dCi è il primo dotato del sistema di iniezione common rail.
- 2001: la Renault vende la RVI al Volvo Group e prende il 21,6% delle azioni del gruppo svedese.
- 2001: la RVI cede il suo 50% in Irisbus alla Iveco.
- 2002: la "Renault Véhicules Industriels" diventa "Renault Trucks" (RT).
- 2002: immatricolazione al registro delle imprese di "Renault Trucks Defense" (RTD).[5]
- 2005: spedizione "Route de la soie" lungo la via della seta da Lione a Pechino.
- 2006: la RTD acquista la ACMAT.
- 2009: avventura "Cap to Cap", spedizione di 30 000 km (19 000 mi) attraverso 17 Paesi, da Capo Nord a Capo di Buona Speranza, con 12 camion (6 Kerax e 6 Sherpa Euro IV) e 60 piloti.[6]
- 2012: la RTD acquista la Panhard General Defense.[7]
- 2012: la RTD presenta al salone Eurosatory il Renault VAB mark 3, l'ultima evoluzione del VAB.
- 2012: la Renault vende le rimanenti azioni del Volvo Group (negli anni aveva gradualmente ridotto la sua partecipazione).
- 2012: inizio del partenariato con il Programma alimentare mondiale.
- 2013: rinnovamento e lancio della nuova gamma di veicoli:
  - Renault Trucks C, che sostituisce i Renault Premium Lander,
  - Renault Trucks D, che sostituisce i Renault Premium Distribution e Midlum,
  - Renault Trucks K, che sostituisce i Renault Kerax,
  - Renault Trucks T, che sostituisce i Renault Premium Route e Magnum.
- 2013: a seguito della riorganizzazione della Iveco, Irisbus diventa Iveco Bus; questa è l'"erede" delle aziende di autobus Berliet, Renault, Chausson e Saviem in Francia e della Karosa nella Repubblica Ceca[8]; la Heuliez Bus fa anch'essa parte del gruppo CNH Industrial, ma ha conservato l'utilizzo del proprio marchio[9].
- 2015: il Renault Trucks T è il Camion Internazionale dell'Anno 2015.
- 2016: Volvo Group annuncia di voler vendere il Volvo Group Governement Sales (VGGS o GovSales, che comprende RTD, Mack Defense, Volvo Defense e VGGS Oceania)[10]; nell'ottobre 2017 il processo di vendita è interrotto[11].
- 2024 Renault Trucks annunncia la costruizone di un centro di distribuzione di parti meccaniche, di oltre 45.000 mq presso Lione.[12]

## Stabilimenti

### Renault Trucks
Undici stabilimenti Renault Trucks
- Saint-Priest (sede sociale e tre stabilimenti)
- Vénissieux (stabilimento principale)
- Bourg-en-Bresse
- Blainville-sur-Orne
- Loudéac
- Parigi
- Gonesse
- Limoges

### Renault Trucks Defense
Nove stabilimenti Renault Trucks Defense
- Versailles (sede sociale e stabilimento principale)
- Guyancourt
- Saint-Nazaire (sede/stabilimento ACMAT)
- Garchizy (CMCO Fourchambault)
- Saint-Priest (Metropoli di Lione)
- Parigi
- Limoges (due stabilimenti)

Due Stabilimenti Panhard General Defense
- Marolles-en-Hurepoix (sede sociale)
- Saint-Germain-Laval

## Prodotti

### GammaRT2017
Lunga distanza
- Renault Trucks T high (dal 2013)
- Renault Trucks T (dal 2013)

Costruzione pesante / Cava / Cantiere
- Renault Trucks K (dal 2013)

Costruzione / Edilizia
- Renault Trucks C cab 2,5 m (dal 2013)
- Renault Trucks C cab 2,3 m (dal 2013)

Distribuzione
- Renault Trucks D WIDE cab 2,3 m  (dal 2013)
- Renault Trucks D cab 2,1 m (dal 2013)
- Renault Trucks D access (dal 2013)

Veicoli commerciali
- Renault Master furgone (dal 2010)[13]
- Renault Master telaio cabinato (dal 2010)[13]
- Renault Maxity (dal 2007)

### Gamma del passato
Autobus e pullman (dal 1999 in poi vedi Irisbus)
- Renault Agora (1995-2002)
- Renault Ares (1998-2002)
- Renault Iliade (1996-2007)
- Renault Récréo (1997-2002)
- Renault ER 100 (1976-1989)
- Renault FR1 (1983-1996)
- Renault PER 180H (1982-1984)
- Renault PR 100.2 (1984-1993)
- Renault PR 100 (1980-1984)
- Renault PR 112 (1993-1999)
- Renault PR 118 (1993-1999)
- Renault PR 14 (1976-1989)
- Renault PR 180 (1985-1993)
- Renault R312 (1987-1996)
- Renault TN4/6 (1931-1938)[2]
- Renault Tracer (1991-2002)
- Renault S45/S53/S105 (1980-1993)
- Renault SC 10 (1980-1989)

Veicoli commerciali e industriali
- Renault AHx (1941-1947)
- Renault B90 4x4 (1988-1999)
- Renault Estafette (1959-1980)
- Renault Galion/2T5/2 500 kg (1947-1965)
- Renault Goélette/1 400 kg (1949-1965)
- Renault Kerax (1997-2013)
- Renault Magnum/AE (1990-2013)
- Renault Major/Gamme R (1980-1996)
- Renault Manager/Gamme G (1980-1996)
- Renault Mascott/Master (1999-2010)
- Renault Messenger/Gamme B (1982-1999)
- Renault Midliner/Gamme S/Saviem J (1975-1999)
- Renault Midlum (1999-2013)
- Renault Premium (1996-2013)
- Renault Puncher (2004-2009)
- Renault R4140 detto "fainéant", Mondragon e Tancarville (1950-1967)
- Renault SM8/Saviem SM8 (1967-1989)
- Renault Super Galion/Saviem Super Galion/SG4 (1965-1982)
- Renault Super Goélette/Saviem TP3 (1965-1982)
- Renault Voltigeur/1 000 kg (1947-1963)

### Gamma veicoli militari
Veicoli militari Renault del passato e del presente (esclusi ACMAT e Panhard General Defense)
- AMC 34
- AMC 35
- AMR 33
- AMR 35
- Char B1
- Char D1
- Char D2
- EBRC Jaguar[14]
- Renault AGK
- Renault AGR
- Renault AMC
- Renault B90 4x4
- Renault FT
- Renault GBC 180
- Renault Higuard medium
- Renault Kerax
- Renault Midlum
- Renault Mids
- Renault Mle 1914
- Renault MRAP
- Renault R2064/2067/2068/2087/2087
- Renault R35
- Renault R40
- Renault Sherpa 10 medium
- Renault Sherpa 15
- Renault Sherpa 2 light
- Renault Sherpa 20
- Renault Sherpa 3 light
- Renault Sherpa 5 medium
- Renault Sherpa Light
- Renault Sherpa Medium
- Renault TRM 10.000
- Renault TRM 1200/Saviem TP3
- Renault TRM 2000
- Renault TRM 4000/Renault SM8/Saviem SM8
- Renault TRM 500/Saviem TRM 500[15]
- Renault TRM 700-100
- Renault Trucks D
- Renault Trucks K
- Renault UE
- Renault VAB
- Taxis de la Marne[16]
- VBCI (driveline)
- VBMR Griffon[14]

## Sponsorizzazioni
Renault Trucks nel 2008 ha firmato un accordo triennale per la sponsorizzazione – Top Sponsor – del Torino Football Club della serie A di calcio italiana. L'accordo è stato interrotto dalla retrocessione in serie B della squadra al termine del campionato 2008/2009.